# Campeonato Mundial de Atletismo em Pista Coberta de 2014 - Pentatlo feminino
A prova do pentatlo feminino do Campeonato Mundial de Atletismo em Pista Coberta de 2014 foi disputada  no dia 7 de março na Ergo Arena em Sopot, na Polônia.

## Recordes
Antes desta competição, os recordes mundiais e do campeonato nesta prova eram os seguintes:
|    | Nome               | Nacionalidade | Pontos   | Local             | Data               |
| -- | ------------------ | ------------- | -------- | ----------------- | ------------------ |
| WR | Natallia Dobrynska | Ucrânia       | 5013 pts | Istambul, Turquia | 9 de março de 2012 |
| CR | Natallia Dobrynska | Ucrânia       | 5013 pts | Istambul, Turquia | 9 de março de 2012 |

## Medalhistas
| Ouro                  | Prata                       | Bronze               |
| Nadine Broersen (NED) | Brianne Theisen-Eaton (CAN) | lina Fyodorova (UKR) |

## Cronograma
| Data       | Hora  | Evento                  |
| ---------- | ----- | ----------------------- |
| 7 de março | 00:00 | 60 metros com barreiras |
| 7 de março | 00:35 | Salto em altura         |
| 7 de março | 14:15 | Arremesso de peso       |
| 7 de março | 18:00 | Salto em distância      |
| 7 de março | 20:10 | 800 m                   |
| 7 de março | 20:10 | Classificação final     |

## Resultados

### 60 metros com barreiras
| Colocação | Atleta                | Nacionalidade  | Resultado | Pontos | Notas  |
| --------- | --------------------- | -------------- | --------- | ------ | ------ |
| 1.        | Brianne Theisen-Eaton | Canadá         | 8,13      | 1100   | PB     |
| 2.        | Hanna Melnyczenko     | Ucrânia        | 8,18      | 1088   | PB     |
| 3.        | Nadine Broersen       | Países Baixos  | 8,32      | 1057   | PB, SB |
| 4.        | Sharon Day-Monroe     | Estados Unidos | 8,43      | 1032   | PB     |
| 4.        | Claudia Rath          | Alemanha       | 8,43      | 1032   | PB     |
| 6.        | Karolina Tymińska     | Polónia        | 8,50      | 1017   |        |
| 7.        | Alina Fiodorowa       | Ucrânia        | 8,52      | 1013   | PB     |
| 8.        | Jana Maksimawa        | Bielorrússia   | 8,75      | 963    |        |

### Salto em altura
| Colocação | Atleta                | Nacionalidade  | Resultado | Pontos | Notas   | Pontuação geral 2/5 |
| --------- | --------------------- | -------------- | --------- | ------ | ------- | ------------------- |
| 1.        | Nadine Broersen       | Países Baixos  | 1,93      | 1145   | NR      | 2202                |
| 2.        | Jana Maksimawa        | Bielorrússia   | 1,87      | 1067   |         | 2030                |
| 3.        | Alina Fiodorowa       | Ucrânia        | 1,84      | 1029   | SB      | 2042                |
| 4.        | Sharon Day-Monroe     | Estados Unidos | 1,84      | 1029   |         | 2061                |
| 5.        | Brianne Theisen-Eaton | Canadá         | 1,84      | 1029   | SB      | 2129                |
| 6.        | Hanna Melnyczenko     | Ucrânia        | 1,81      | 991    | SB      | 2079                |
| 7.        | Claudia Rath          | Alemanha       | 1,78      | 953    | =PB, SB | 1985                |
| 8.        | Karolina Tymińska     | Polónia        | 1,75      | 916    | PB, SB  | 1933                |

### Arremesso de peso
| Colocação | Atleta                | Nacionalidade  | Provas | Provas | Provas | Resultado | Pontos | Notas | Pontuação geral 3/5 |
| Colocação | Atleta                | Nacionalidade  | 1      | 2      | 3      | Resultado | Pontos | Notas | Pontuação geral 3/5 |
| --------- | --------------------- | -------------- | ------ | ------ | ------ | --------- | ------ | ----- | ------------------- |
| 1.        | Alina Fiodorowa       | Ucrânia        | 14,28  | 15,05  | 15,05  | 15,05     | 864    |       | 2906                |
| 2.        | Sharon Day-Monroe     | Estados Unidos | 14,85  | x      | 14,95  | 14,95     | 858    |       | 2919                |
| 3.        | Jana Maksimawa        | Bielorrússia   | 14,93  | x      | 14,59  | 14,93     | 856    | SB    | 2886                |
| 4.        | Nadine Broersen       | Países Baixos  | 14,59  | x      | x      | 14,59     | 833    |       | 3035                |
| 5.        | Karolina Tymińska     | Polónia        | 12,50  | 13,68  | 14,36  | 14,36     | 818    |       | 2751                |
| 6.        | Brianne Theisen-Eaton | Canadá         | 13,86  | 13,48  | x      | 13,86     | 785    | PB    | 2914                |
| 7.        | Claudia Rath          | Alemanha       | 13,66  | 13,35  | 13,11  | 13,66     | 771    | PB    | 2756                |
| 8.        | Hanna Melnyczenko     | Ucrânia        | 13,02  | x      | x      | 13,02     | 729    |       | 2808                |

### Salto em distância
| Colocaçã | Atleta                | Nacionalidade  | Provas | Provas | Provas | Resultado | Pontos | Natas | Pontuação geral 4/5 |
| Colocaçã | Atleta                | Nacionalidade  | 1      | 2      | 3      | Resultado | Pontos | Natas | Pontuação geral 4/5 |
| -------- | --------------------- | -------------- | ------ | ------ | ------ | --------- | ------ | ----- | ------------------- |
| 1.       | Claudia Rath          | Alemanha       | x      | 6,37   | 6,25   | 6,37      | 965    |       | 3721                |
| 2.       | Hanna Melnyczenko     | Ucrânia        | 5,93   | x      | 6,27   | 6,27      | 934    | SB    | 3742                |
| 3.       | Alina Fiodorowa       | Ucrânia        | 6,04   | 6,26   | 6,16   | 6,26      | 930    |       | 3836                |
| 4.       | Nadine Broersen       | Países Baixos  | 6,00   | 6,17   | 5,79   | 6,17      | 902    | PB    | 3937                |
| 5.       | Brianne Theisen-Eaton | Canadá         | x      | x      | 6,13   | 6,13      | 890    |       | 3804                |
| 6.       | Karolina Tymińska     | Polónia        | x      | 6,07   | x      | 6,07      | 871    |       | 3622                |
| 7.       | Sharon Day-Monroe     | Estados Unidos | 5,82   | 5,81   | 5,94   | 5,94      | 831    |       | 3750                |
| 8.       | Jana Maksimawa        | Bielorrússia   | x      | 5,90   | 4,01   | 5,90      | 819    |       | 3705                |

### 800 metros
| Colocação | Atleta                | Nacionalidade  | Resultado | Pontos | Notas | Pontuação geral 5/5 |
| --------- | --------------------- | -------------- | --------- | ------ | ----- | ------------------- |
| 1         | Sharon Day-Monroe     | Estados Unidos | 2:09.80   | 968    | PB    | 4718                |
| 2         | Brianne Theisen-Eaton | Canadá         | 2:10.07   | 964    | PB    | 4768                |
| 3         | Claudia Rath          | Alemanha       | 2:10.29   | 960    | PB    | 4681                |
| 4         | Yana Maksimava        | Bielorrússia   | 2:11.28   | 946    | PB    | 4651                |
| 5         | Karolina Tymińska     | Polónia        | 2:12.03   | 935    | SB    | 4557                |
| 6         | Nadine Broersen       | Países Baixos  | 2:14.97   | 893    | PB    | 4830                |
| 7         | Alina Fyodorova       | Ucrânia        | 2:15.31   | 888    | PB    | 4724                |
| 8         | Hanna Melnychenko     | Ucrânia        | 2:18.40   | 845    | SB    | 4587                |

### Classificação final
| Classificação     | Atleta                | Nacionalidade  | Pontuação final | Notas |
| ----------------- | --------------------- | -------------- | --------------- | ----- |
| Medalha de ouro   | Nadine Broersen       | Países Baixos  | 4830            | WL    |
| Medalha de prata  | Brianne Theisen-Eaton | Canadá         | 4768            | NR    |
| Medalha de bronze | Alina Fiodorowa       | Ucrânia        | 4724            | PB    |
| 4.                | Sharon Day-Monroe     | Estados Unidos | 4718            |       |
| 5.                | Claudia Rath          | Alemanha       | 4681            | PB    |
| 6.                | Jana Maksimawa        | Bielorrússia   | 4651            |       |
| 7.                | Hanna Melnyczenko     | Ucrânia        | 4587            | SB    |
| 8.                | Karolina Tymińska     | Polónia        | 4557            | SB    |

Legenda
| Recorde mundial       | Recorde mundial (World record)               |                       | Recorde africano                      | Recorde africano (African) |                                           | Q | Classificado por posição (Qualified) |
| Recorde do campeonato | Recorde do campeonato (Championship record)  | Recorde da América    | Recorde da América (Americas)         | q                          | Classificado por melhor tempo (Qualified) |   |                                      |
| Melhor marca do ano   | Melhor marca do ano (World leading)          | Recorde asiático      | Recorde asiático (Asian)              | DNS                        | Não largou (Did not start)                |   |                                      |
| Recorde nacional      | Recorde nacional (National record)           | Recorde europeu       | Recorde europeu (European)            | DNF                        | Não terminou (Did not finish)             |   |                                      |
| Recorde pessoal       | Recorde pessoal do atleta (Personal best)    | Recorde da Oceania    | Recorde da Oceania (Oceania)          | DSQ / DQ                   | Desclassificado (Disqualified)            |   |                                      |
| Recorde da temporada  | Recorde da temporada do atleta (Season best) | Recorde sul-americano | Recorde sul-americano (South America) | NM                         | Sem marca (No mark)                       |   |                                      |